# Nasim Pedrad
Nasim Pedrad, född 18 november 1981 i Teheran, Iran, är en amerikansk-iransk komiker och skådespelare.
Pedrad växte upp i Irvine, Kalifornien och tog examen från UCLA 2003. Hon är främst känd för att mellan 2009 och 2014 ha varit en del av skådespelarensemblen i tv-programmet Saturday Night Live där hon bland annat parodierade Kim Kardashian. Pedrad har även haft roller i filmer som No Strings Attached (2011) och The Dictator (2012). Under 2009 hade hon en återkommande roll som Nurse Suri i Cityakuten. 2014 började hon spela en av huvudrollerna i komediserien Mulaney.